# برند ایشفورزل
برند ایشفورزل (انگلیسی: Bernd Eichwurzel؛ زادهٔ ۲۵ اکتبر ۱۹۶۴) قایقران روئینگ اهل آلمان بود.
وی در مسابقات کشوری و بین‌المللی در مجموع برندهٔ ۴ مدال طلا، ۱ مدال نقره، ۱ مدال برنز شده‌است.